# Norton-on-Derwent
Norton-on-Derwent is een civil parish in het bestuurlijke gebied Ryedale, in het Engelse graafschap North Yorkshire met 7387 inwoners.